# Samir Makhoukhi
Samir Makhoukhi, né le 1er septembre 1982 à Arnhem (Pays-Bas), est un ancien joueur international néerlandais de futsal devenu entraîneur.

## Biographie
Samir Makhoukhi naît à Arnhem de parents marocains. Il commence le football dans le club amateur d'Arnhemia, avant d'être repéré par l'académie du De Graafschap. Il met très rapidement un terme au football pour se consacrer au futsal.
Le 29 septembre 2003, il fait ses débuts en sélection néerlandaise lors d'un match amical face à la Grèce. En 2004, il est l'un des meilleurs joueurs en Ligue des champions de futsal avec le FC Blok.
Le 18 décembre 2011, il joue son 100e match avec l'équipe des Pays-Bas.
En janvier 2017, Samir Makhoukhi prend sa retraite internationale après avoir disputé un total de 120 matchs internationaux.

## Palmarès
- Vainqueur de la Benelux Cup avec Futsal Hasselt
- Champion des Pays-Bas avec le FC Blok
- Vainqueur de la Supercoupe des Pays-Bas avec le FC Blok